# 尼古拉·库达舍夫
尼古拉·里沙托维奇·库达舍夫（羅馬化：Nikolay Rishatovich Kudashev；1958年1月26日—），俄罗斯外交官、现任俄罗斯驻新加坡大使（第7任）。

## 简介
尼古拉·库达舍夫1981年毕业于苏联外交部莫斯科國立國際關係學院，1988年完成远东研究所研究生学业。尼古拉会说中英双语。

## 事业
尼古拉于1981年开始从事外交工作。
- 1981-1985年：任职于苏联驻新加坡大使馆。
- 1992-1996年：任职于俄罗斯驻菲律宾大使馆。
- 1999-2005年：任俄罗斯驻印度大使馆参赞、高级参赞、参赞特使。
- 2005-2010年：任俄罗斯外交部“新挑战与威胁司副司长”。
- 2010年8月27日至2015年3月2日：俄罗斯联邦同时驻菲律宾共和国和帕劳共和国特命全权大使[2][3][4]。
- 2014年3月14日至2015年3月2日：俄罗斯联邦兼任密克罗尼西亚联邦和马绍尔群岛共和国特命全权大使[5][6][4]。
- 2015-2017年：担任俄罗斯联邦外交部总秘书处（司）副主任。
- 2017年8月18日至2022年1月12日：任俄罗斯联邦驻印度特命全权大使[7][8]。
- 自2022年1月12日：任俄罗斯联邦驻新加坡特命全权大使[9]。

### 驻新加坡大使
尼古拉•库达舍夫在1981至1985年期间曾任职于苏联驻新加坡大使馆。2022年1月12日，尼古拉•库达舍夫开始担任俄罗斯联邦驻新加坡特命全权大使；他于同年4月19日向新加坡总统哈莉瑪·雅各布递交国书，并表示自己希望新加坡“会回报”他建立友好双边关系的努力。他于2022年3月11日曾批评新加坡决定与西方一同因俄罗斯入侵乌克兰 / 对乌克兰的“特别军事行动”而对俄罗斯实施制裁。